# Associação Norueguesa de Futebol
A Associação Norueguesa de Futebol (em norueguês: Norges Fotballforbund , NFF), é o órgão que dirige e controla o futebol na Noruega, comandando as competições nacionais e a Seleção Norueguesa de Futebol. A sede deste órgão está localizada em Oslo, capital da Noruega.